# Radôstka
Radôstka est un village de Slovaquie situé dans la région de Žilina.

## Histoire
Première mention écrite du village en 1662.

## Démographie

### Évolution de la population
| Année:               | 1994. | 2004.   | 2014.   | 2024.   |
| -------------------- | ----- | ------- | ------- | ------- |
| Nombre de personnes: | 852   | 886     | 829     | 770     |
| Différence:          |       | +3,99 % | -6,43 % | -7,11 % |

| Année:               | 2023. | 2024.   |
| -------------------- | ----- | ------- |
| Nombre de personnes: | 779   | 770     |
| Différence:          |       | -1,15 % |